# Vélodrome Hardau
Le Vélodrome Hardau était un stade destiné au cyclisme sur piste, qui accueillait aussi régulièrement des matchs de football.

## Histoire
Le stade était situé dans la ville de Zurich en Suisse et était le domicile du FC Zurich, jusqu'à son déménagement au Utogrund en 1912.
Construit en 1892, il fut détruit en 1911, après seulement 19 ans d'existence.
En 1910 et 1911, le stade accueille deux finales de l'Anglo Cup, ancêtre de la Coupe de Suisse de football, que remportent les Young Boys de Berne.

## Rencontre internationale
En 1911, le stade accueille une rencontre internationale de l'équipe de Suisse. Un match disputé sous la neige contre la Hongrie :
| Match amical                               | Suisse                | 2 - 0   | Hongrie | Vélodrome Hardau, Zurich                      |                                               |
| 8 janvier 1911 · Historique des rencontres | Collet 54e · Wyss 71e | (1 - 0) |         | Spectateurs : 3 000 Arbitrage : Henry Devitte | Spectateurs : 3 000 Arbitrage : Henry Devitte |
| 8 janvier 1911 · Historique des rencontres | Rapport               |         |         | Spectateurs : 3 000 Arbitrage : Henry Devitte | Spectateurs : 3 000 Arbitrage : Henry Devitte |